# Robert Shriver
Pour les articles homonymes, voir Shriver.
Robert Sargent Shriver, également appelé Bobby Shriver, né le 28 avril 1954 à Chicago dans l'Illinois, est un avocat, journaliste et producteur de cinéma américain.
Issu d'une famille liée au clan Kennedy, Robert Shriver est le frère de Maria Shriver, Tim Shriver, Mark Shriver et Anthony Shriver. Ses parents, Sargent Shriver et Eunice Kennedy Shriver, ont également produit des films mais sont surtout connus pour leur engagement au service de nombreuses causes, dont celle des personnes handicapées.
À l'instar de son père et de ses célèbres oncles (John Fitzgerald, Bobby et Ted Kennedy), Robert Shriver est membre du Parti démocrate. C'est sous les couleurs de cette formation politique qu'il a été élu membre du conseil municipal de Santa Monica.
Le 7 mai 2005, il s'est marié à Malissa Feruzzi, une actrice. Ensemble, ils ont eu un enfant.

## Filmographie

### Cinéma
- 1994 : True Lies de James Cameron
- 2023 : Death Business (The Burial) de Maggie Betts

### Téléfilms
- 1998 : Black Cat Run
- 1999 : Mary, Mother of Jesus